# Синюково (городище)
Синюково (городище) — археологический памятник, находящийся в 1 км севернее деревни Синюково Чернского района Тульской области России. Хронологически поселение относится к началу I тысячелетия нашей эры, V—VII вв. (возможно VIII—IX вв.), XI—XIII вв.

## Описание
Древнее поселение у деревни Синюково было обследовано экспедицией под руководством Татьяны Николаевны Никольской в 1956 году. Городище расположено на мысу высокого правого берега реки Черни. Хорошо сохранившаяся, покрытая дёрном, овальная площадка имеет форму треугольника, вытянутого с запада на восток. Длина 50 м, ширина 36 м. Напольная сторона защищена двухметровым валом. Северная и северо-восточная части, обращённые к реке, открытые. Склон со стороны реки крутой, резко обрывающийся. Южный отлогий склон спускается к ручью. На западной и восточной части за валом неглубокий ров.
Раскоп, площадью 100 м2, был заложен в западной части городища. Остатки городища выявляются чётко. Обнаружены несколько ям, углубленных в материк до 0,8 м. Некоторые из них были подпольями домов, другие предназначались для иных хозяйственных нужд. Чётко и симметрично просматриваются в раскопе ямы для столбов диаметром до 0,25 м, глубиной ниже культурного слоя 0,3 м. Культурный слой толщиной до 0,5 м насыщен обломками гончарных и лепных сосудов и костями домашних животных. Преобладали находки сосудов гончарного производства изготовленные на круге, с линейным и волнистым орнаментом, которые датируются XII—XIII вв. К этому же времени относятся и найденные предметы быта и украшения: ножницы, железные ключи, ножи, обломок бронзового витого браслета, хрустальная бусина и др.
Лепной керамики было значительно меньше. 70% лепной керамики — это тонкостенные сосуды с толщиной стенок 3—5 мм, изготовленные из серой глины с примесью дресвы, слабо обожжённые. Верхняя часть горшков украшена углубленным орнаментом прямоугольной и треугольной формы. Этот вид посуды относится к одному временно́му периоду, к таким же находкам и на других древнейших городищах бассейна верхней Оки — вторая половина I тысячелетия до н. э. и начало I тысячелетия н. э. К этой же группе относятся найденные немногочисленные предметы быта: обломки глиняных лья́чек (ковшик для разливания расплавленного металла), глиняные рыболовные грузики-катушки, пряслица.
Меньший процент составляют сосуды другого типа: обломки горшков со слегка отогнутым венчиком, вогнутым горлом и припухшими плечиками, иногда образующими ребро (IV—VII вв.). Некоторые фрагменты похожи на горшки волынцевского типа (VIII—IX вв.).